# Elvira Madigan (musikal, 2019)
Elvira Madigan är en svensk musikal från 2019 med musik av Mette Herlitz och libretto av Emma Sandanam. Verket bygger på historien om relationen mellan cirkusartisten Elvira Madigan och kavallerilöjtnanten Sixten Sparre.
Verket gavs sommaren 2019 av Parkteatern i Stockholm, med premiär i Vitabergsparken den 31 maj. Huvudrollen spelades av Ellen Lindblad och som Sixten Sparre sågs Robert Noack. En konsertversion av musikalen gavs dock redan den 5 december 2018 på Soppteatern, en av Stockholms stadsteaters scener. Elviras parti sjöngs vid detta tillfälle av Annika Herlitz.
En studioinspelning av musikalen gjordes sommaren 2020 (Kulturhuset Stadsteatern EAN 7320470249932).